# L'Arriviste (film, 1917)
Pour les articles homonymes, voir L'Arriviste.
L'Arriviste est un film muet français réalisé par Gaston Leprieur, sorti en 1917, d'après un roman de Félicien Champsaur.

## Synopsis
Claude Barsac, avocat sans le sou, vole un million de francs et tue la femme de son ami, qui allait le dénoncer. Lors du procès pour le meurtre de celle-ci, Claude Barsac défend Jacques et le fait acquitter. Quelques années plus tard, devenu membre du Parlement, son passé pourrait le rattraper…

## Fiche technique
- Titre : L'Arriviste
- Réalisation : Gaston Leprieur
- Scénario : Gaston Leprieur, d'après le roman éponyme de Félicien Champsaur
- Société de production : Les Grands Films Lordier
- Société de distribution : A. G. C. (Agence Générale Cinématographique)
- Pays d'origine :  France
- Langue : film muet avec les intertitres en français
- Métrage : 1 600 mètres
- Format : Noir et blanc — 35 mm — 1,33:1 — Muet
- Genre :
- Durée : 53 minutes 20
- Dates de sortie : 
  - France : 11 mai 1917

## Distribution
- Jean Toulout : Claude Barsac
- Romuald Joubé : l'inconnu
- Jacques Guilhène : Jacques de Mirande
- Robert Damorès : Maître Baldot
- Maillard : le juge d'Instruction
- Suzy Depsy : Marquisette
- Suzanne Revonne : Renée April
- Adrienne Duriez : la mère Crevette